# Osmylops sejunctus
Osmylops sejunctus är en insektsart som först beskrevs av Walker 1853.  Osmylops sejunctus ingår i släktet Osmylops och familjen Nymphidae. Inga underarter finns listade i Catalogue of Life.

## Bildgalleri

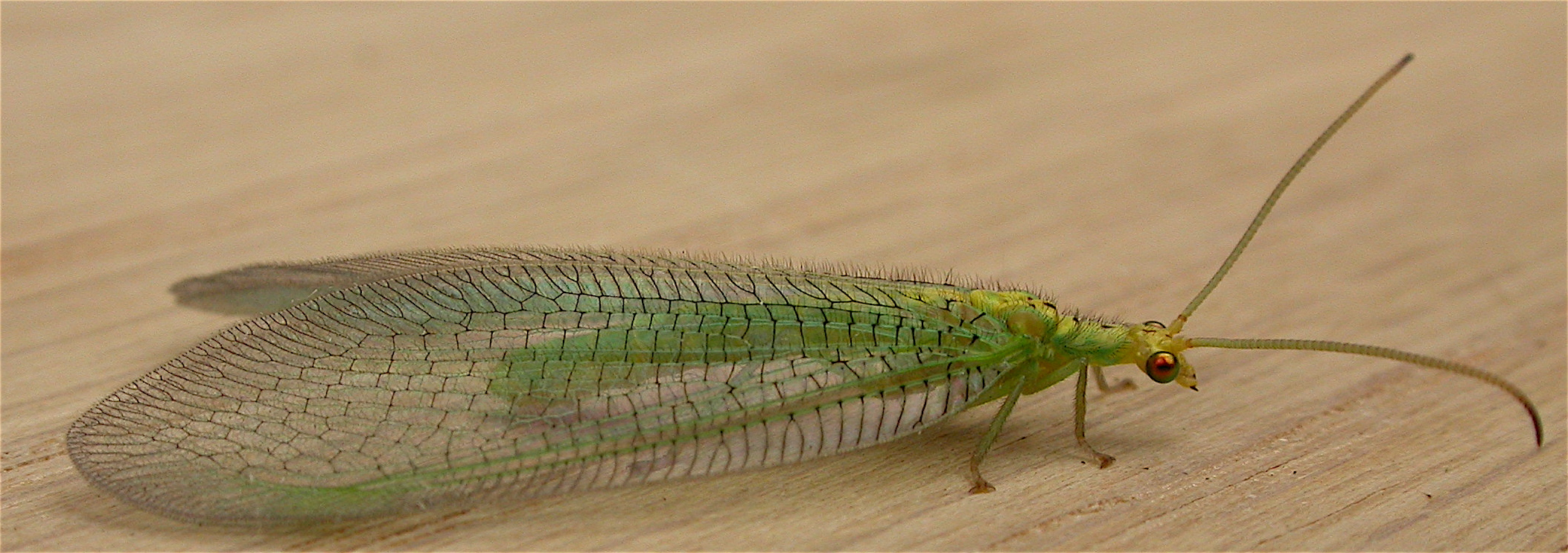